# Пригодницький роман
 Приго́дницький рома́н  — роман, сюжет якого насичений незвичайними подіями й характеризується їхнім несподіваним поворотом, великою динамікою розгортання.
Для пригодницького роману характерні мотиви викрадення й переслідування, атмосфера таємничості й загадковості, ситуації припущення й розгадування. Одним із перших таких творів були «морські» романи Дж.-Ф. Купера й Ф.Марієтта, історико-пригодницькі О. Дюма-батька, соціально-пригодницькі Ежена Сю. Пригодницький роман має типологічні подібності з фантастичним романом та науково-фантастичним (Жуль Верн, О. Толстой), детективним і політичним (Л.-А. Буссенар, Л. Жаколіо, Ю. Семенов). Різновидом пригодницького роману можна вважати сенсаційний роман, у сюжеті якого є подія або повідомлення, що справляють сильне враження.
Одним із засновників українського пригодницького роману з елементом сенсації був Г. Лужницький, автор книг «Кімната з одним входом» 1930, «Гало, гало, напад на банк» 1935 та ін. Типовим прикладом пригодницького роману вважаються «Прекрасні катастрофи» Ю. Смолича.
Іноді різновидом цього жанру називають авантюрний роман. У своєму романі «Двері в день» Ґео Шкурупій поєднує елементи авантюрного, пригодницького роману та репортажу.